# Ceolwulf 2. af Mercia
Ceolwulf 2. (død ca. 879) var den sidste angelsaksisk konge af et uafhængigt Mercia. Han efterfulgte Burgred af Mercia der var blevet afsat af vikingerne i 874. Hans regeringstid dateres generelt til at have været fra 874 til 879 baseret på en merciansk kongerække, der angiver hans regeringstid til 5 år. D. P. Kirby argumenterer dog for, at han sandsynligvis regerede indtil 880'erne. I 883 blev han erstattet af Æthelred, Lord of the Mercians, der herskrede over Mercia med støtte fra Alfred den Store, konge af Wessex.